# Episodi di Casa Keaton (seconda stagione)
La seconda stagione della serie televisiva Casa Keaton, composta da 23 episodi, è stata trasmessa negli Stati Uniti sul canale NBC dal 28 settembre 1983 al 20 settembre 1984.
In Italia è andata in onda su Italia 1 dal 3 marzo 1988 al 19 maggio 1988.
| nº | Titolo originale           | Titolo italiano                         | Prima TV USA      | Prima TV Italia |
| -- | -------------------------- | --------------------------------------- | ----------------- | --------------- |
| 1  | Tender Is the Knight       | Una serata romantica                    | 28 settembre 1983 | 3 marzo 1988    |
| 2  | The Homecoming             | Lontano dagli occhi più vicino al cuore | 12 ottobre 1983   | 3 marzo 1988    |
| 3  | The Harder They Fall       | Abbasso la violenza                     | 19 ottobre 1983   | 10 marzo 1988   |
| 4  | This Year's Model          | La modella dell’anno                    | 26 ottobre 1983   | 10 marzo 1988   |
| 5  | Not an Affair to Remember  | Un terribile senso dell’onore           | 2 novembre 1983   | 17 marzo 1988   |
| 6  | Speed Trap                 | Un rimedio pericoloso                   | 9 novembre 1983   | 17 marzo 1988   |
| 7  | Sweet Lorraine             | Sweet Lorraine                          | 16 novembre 1983  | 24 marzo 1988   |
| 8  | Batter Up                  | Battitore cercasi                       | 30 novembre 1983  | 24 marzo 1988   |
| 9  | A Keaton Christmas Carol   | Natale in casa Keaton                   | 14 dicembre 1983  | 31 marzo 1988   |
| 10 | To Snatch a Keith          | Il divorzio degli altri                 | 21 dicembre 1983  | 31 marzo 1988   |
| 11 | Birthday Boy               | I 18 anni di Alex                       | 5 gennaio 1984    | 7 aprile 1988   |
| 12 | Go Tigers                  | Un colloquio molto importante           | 12 gennaio 1984   | 7 aprile 1988   |
| 13 | 'M' Is for the Many Things | M come mamma                            | 19 gennaio 1984   | 14 aprile 1988  |
| 14 | Say Uncle                  | Lo zio preferito                        | 26 gennaio 1984   | 14 aprile 1988  |
| 15 | Ladies' Man                | Il femminista                           | 2 febbraio 1984   | 21 aprile 1988  |
| 16 | Ready or Not               | Un passo difficile                      | 9 febbraio 1984   | 21 aprile 1988  |
| 17 | Double Date                | Il ballo dell’ultimo anno               | 16 febbraio 1984  | 28 aprile 1988  |
| 18 | Lady Sings the Blues       | Canta che ti passa                      | 23 febbraio 1984  | 28 aprile 1988  |
| 19 | Baby Boy Doe               | Non so chi sono                         | 8 marzo 1984      | 5 maggio 1988   |
| 20 | The Graduate               | Diploma di maturità                     | 15 marzo 1984     | 5 maggio 1988   |
| 21 | Diary of a Young Girl      | Caro diario                             | 3 maggio 1984     | 12 maggio 1988  |
| 22 | Working at It              | Al passo coi tempi                      | 10 maggio 1984    | 12 maggio 1988  |
| 23 | The Gambler                | Giocatrice d’azzardo                    | 20 settembre 1984 | 19 maggio 1988  |

(seguono gli episodi in ordine di come ultimamente vengono trasmessi (sembrerebbe erroneamente))

## Una serata romantica
- Titolo originale: Tender Is the Knight
- Diretto da: Sam Weisman
- Scritto da: Ruth Bennett

### Trama
I Keaton ricevono la visita dall'amica Julia e sua figlia inizia un corteggiamento sfacciato verso Alex.

## Il divorzio degli altri
- Titolo originale: To Snatch a Keith
- Diretto da: Sam Weisman
- Scritto da: Sam Weisman

### Trama
Elyse e Steven riflettono di essere fortunati quando ricevono visita una coppia di vecchi amici.

## Un rimedio pericoloso
- Titolo originale: Speed Trap
- Diretto da: Sam Weisman
- Scritto da: Michael J. Weithorn

### Trama
Alex è sotto pressione per gli esami e cade in una brutta dipendenza da anfetamine e psicofarmaci.

## Abbasso la violenza
- Titolo originale: The Harder They Fall
- Diretto da: Sam Weisman
- Scritto da: Rich Reinhart

### Trama
Alex cerca di ottenere da un suo insegnante piuttosto scontroso una lettera di raccomandazione.

## Lontano dagli occhi più vicino al cuore
- Titolo originale: The Homecoming
- Diretto da: Sam Weisman
- Scritto da: Douglas Wyman

### Trama
Il fidanzato di Mallory, Jeff, torna a casa per passare più tempo con la sua ragazza.

## Battitore cercasi
- Titolo originale: Batter Up
- Diretto da: Sam Weisman
- Scritto da: Lisa A. Bannick

### Trama
Alex è il nuovo allenatore di softball ma i suoi metodi duri non convincono i genitori.

## Un terribile senso dell'onore
- Titolo originale: Not an Affair to Remember
- Diretto da: Sam Weisman
- Scritto da: Ruth Bennett e Gary David Goldberg

### Trama
Steven riceve attenzioni e complimenti dalla giovane Stacey e si sente in bilico tra l'amore per la moglie e questa divertente novità.

## Sweet Lorraine
- Titolo originale: Sweet Lorraine
- Diretto da: Sam Weisman
- Scritto da: Alan Uger

### Trama
Alex sta facendo uno stage presso la redazione della radio scolastica e stringe amicizia con l'ascoltatrice Lorraine.

## Al passo coi tempi
- Titolo originale: Working at It
- Diretto da: Sam Weisman
- Scritto da: Lloyd Garver

### Trama
Elyse è alle prese con il desiderio di cambiare lavoro.

## I 18 anni di Alex
- Titolo originale: Birthday Boy
- Diretto da: Will Mackenzie
- Scritto da: Michael J. Weithorn

### Trama
Alex vuole festeggiare i suoi diciott'anni in discoteca fuori città ma in famiglia non sono d'accordo.

## Diploma di maturità
- Titolo originale: The Graduate
- Diretto da: Will Mackenzie
- Scritto da: Ruth Bennett e Lloyd Garver

### Trama
Alex è convinto di vincere le elezioni dello studente modello ma quest'anno anche la sua ragazza è in lizza.

## Il ballo dell'ultimo anno
- Titolo originale: Double Date
- Diretto da: Will Mackenzie
- Scritto da: Douglas Wyman

### Trama
Alex per il ballo di fine anno ha invitato due ragazze diverse e la serata diventa un vero incubo.

## Giocatrice d'azzardo
- Titolo originale: The Gambler
- Diretto da: Will Mackenzie
- Scritto da: Alan Uger e Michael J. Weithorn

### Trama
Tutta la famiglia è in viaggio ad Atlantic City ed Elyse, istigata da Alex, si lascia prendere la mano col gioco d'azzardo.

## La Modella dell'anno
- Titolo originale: This Year's Model
- Diretto da: John Pasquin
- Scritto da: Susan Borowitz e Richard Raskind

### Trama
Mallory invia di nascosto delle foto raffiguranti lei ed Elyse per partecipare al concorso madri e figlie. Durante il servizio fotografico tutti capiscono che Elyse è la persona perfetta per degli spot pubblicitari ma Mallory gelosa e triste rovina quasi tutto!

## Caro diario
- Titolo originale: Diary of a Young Girl
- Diretto da: Sam Weisman
- Scritto da: Ruth Bennett

### Trama
Jennifer ha paura di non superare l'intervento alle tonsille e così decide di raccogliere le sue memorie in un diario, scrivendo vari momenti in cui si è comportata male con ogni membro della famiglia. Alla fine supera l'intervento con successo e decide di scrivere un biglietto a ciascuno dei suoi familiari dove elenca un loro pregio.